# 100-річчя Національної гірничої академії України (монета)
«100-рі́ччя Націона́льної гірни́чої акаде́мії Украї́ни» — ювілейна монета номіналом дві гривні, випущена Національним банком України. Присвячена 100-річчю Національної гірничої академії України у Дніпрі, заснованої як Катеринославське вище гірниче училище.
Монету введено в обіг 10 червня 1999 року. Вона належить до серії «Вищі навчальні заклади України».

## Опис монети та характеристики
| Номінал грн. | Метал      | Маса, грам | Діаметр, мм. | Якість виготовлення | Гурт     | Тираж, штук |
| ------------ | ---------- | ---------- | ------------ | ------------------- | -------- | ----------- |
| 2            | нейзильбер | 12,8       | 31,0         | поліпшена           | рифлений | 20 000      |

### Аверс

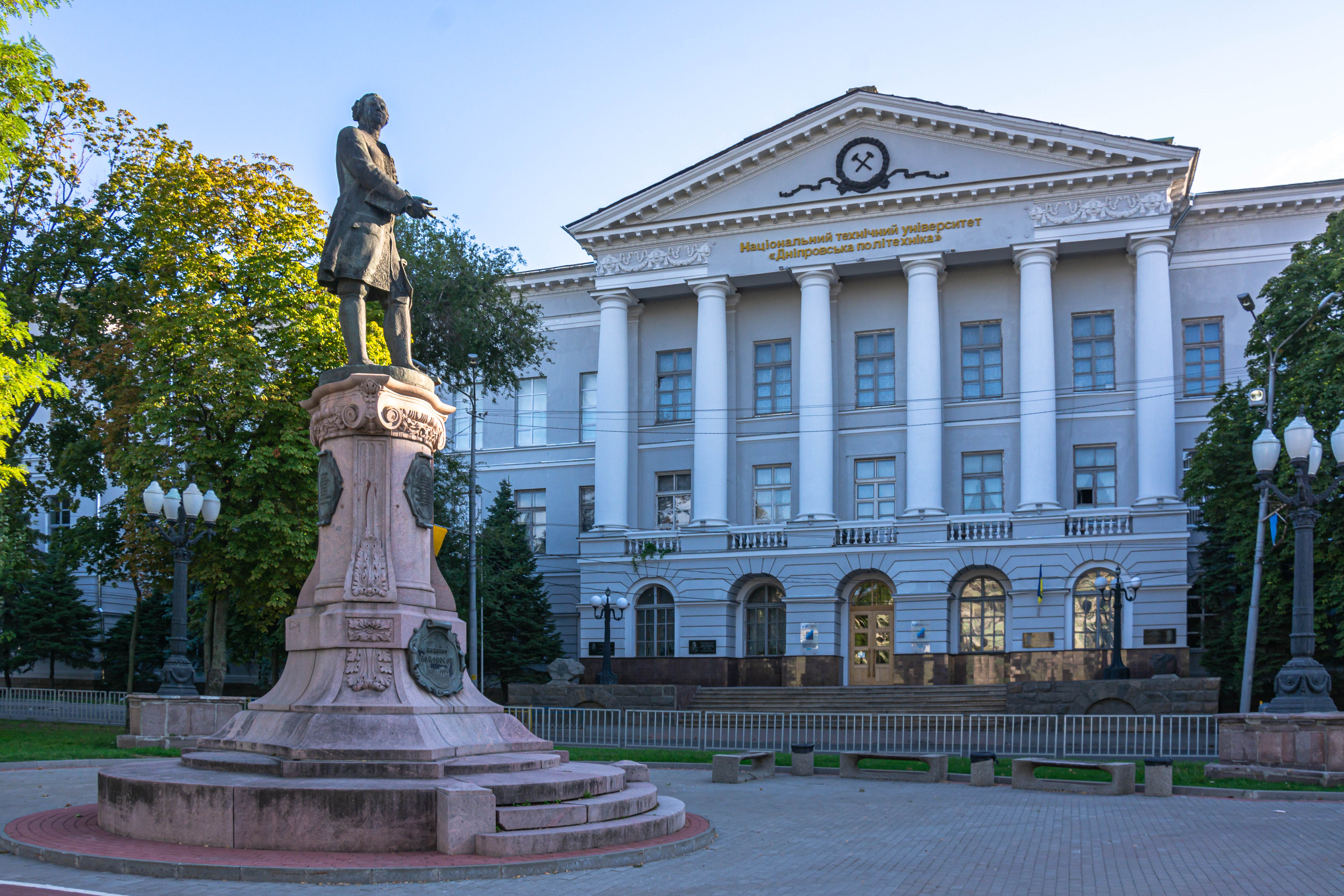
Будівля Гірничої академії

На аверсі монети у бусинковому колі зображено малий Державний Герб України в обрамленні гілок калини. На монеті розміщено написи, відокремлені орнаментом: «УКРАЇНА», «2 ГРИВНІ», «1999».

### Реверс
На реверсі монети зображено фасад головного корпусу академії (архітектор Бекетов О. М., 1900) і розміщено написи: «100 РОКІВ» та «НАЦІОНАЛЬНА ГІРНИЧА АКАДЕМІЯ УКРАЇНИ».

## Автори
- Художники: Олександр Івахненко (аверс), Д. Коцарь, В. Лизунов (реверс).
- Скульптори: Володимир Дем'яненко, Володимир Атаманчук.

## Вартість монети
Під час введення монети в обіг 1999 року, Національний банк України реалізовував монету за ціною 4 гривні 50 копійок.
Фактична приблизна вартість монети, з роками змінювалася так:
| Рік        | 2005 | 2006 | 2007 | 2008 | 2009 | 2010 | 2011 | 2012 | 2013 | 2014 | 2015 | 2016 | 2017 | 2018 | 2019 | 2020 | 2021 | 2022 | 2023  | 2024  | 2025  |
| ---------- | ---- | ---- | ---- | ---- | ---- | ---- | ---- | ---- | ---- | ---- | ---- | ---- | ---- | ---- | ---- | ---- | ---- | ---- | ----- | ----- | ----- |
| Ціна, грн. | 30   | 70   | 115  | 160  | 235  | 235  | 235  | 235  | 230  | 220  | 500  | 600  | 750  | 850  | 850  | 940  | 950  | 950  | 1 850 | 2 750 | 3 000 |